# Збірна М'янми з футболу
Збірна М'янми з футболу  — представляє М'янму на міжнародних футбольних змаганнях. Контролюється Федерацією футболу М'янми. До 1989 року, коли Бірма була перейменована в М'янму, носила назву Збірна Бірми з футболу. Вона ніколи не потрапляла на Чемпіонат світу з футболу. В 1968 році М'янма зайняла друге місце на Кубку Азії, але потім не потрапляла на чемпіонат. Станом на 3 квітня 2025 посідає 162-e місце у рейтингу футбольних збірних світу.

## Чемпіонат світу
- З 1930 по 1938 — не брала участь
- 1950 — вибула
- З 1954 по 1990 — не брала участь
- 1994 — вибула
- 1998 — не брала участь
- 2002 — вибула
- 2006 — дискваліфікована
- 2010 — не пройшла кваліфікацію
- 2014 — не пройшла кваліфікацію, дискваліфікована

## Кубок Азії
- з 1956 по 1964 — не брала участь
- 1968 — друге місце
- з 1976 по 1992 — не брала участь
- з 1996 по 2004 — не пройшла кваліфікацію
- 2007 — не брала участь
- 2011 — не пройшла кваліфікацію